# Bernic Lake

Bernic Lake est un lac situé dans l'est du Manitoba au Canada.
A proximité se trouve une importante mine de césium qui renfermerait les deux tiers des réserves mondiales, ainsi que du lithium. Le gisement a été découvert en 1929.